# بوئنگاس
بوئنگاس (به لاتین: Buengas) یک منطقهٔ مسکونی در آنگولا است که در استان اوییگه واقع شده‌است. بوئنگاس ۵۷٬۲۴۸ نفر جمعیت دارد.